# Interaktionism
Interaktionism är inom mikrosociologi ett teoretiskt perspektiv som ser socialt beteende som ett interaktivt resultat av individen och situationen. Sociala processer (som konflikt, samarbete och identitetsskapande) härleds från social interaktion, där subjektivt hållna meningar är centrala för att förklara eller förstå socialt beteende.
Detta perspektiv studerar hur individer både formar och formas av samhället genom sina interaktioner. Interaktionism menar alltså att individen är en aktiv och medveten del av det sociala sammanhanget, snarare än ett passivt objekt i sin omgivning. Perspektivet hävdar att interaktioner styrs av meningar som knyts till jaget, till andra som individen interagerar med, och till interaktionssituationer, vilka i sig förändras genom själva interaktionen. På så vis kan interaktionism stå i kontrast till socialisationsteori, eftersom interaktionism ser individer som påverkande grupper lika mycket som grupper påverkar individer.
George Herbert Mead, som förespråkade pragmatism och social verklighets subjektivitet, betraktas som en central gestalt i utvecklingen av interaktionism. Herbert Blumer byggde vidare på Meads arbete och myntade termen symbolisk interaktionism.
Genom detta perspektiv (med moderna tekniker) kan mänskligt beteende observeras genom tre delar: personlighetsegenskap, situation och interaktion (mellan personlighetsegenskap och situation). "Personlighetsegenskap" syftar på den grad i vilken personligheten direkt påverkar beteendet, oberoende av situationen (och därmed konsekvent över olika situationer); 'situation' tar hänsyn till i vilken utsträckning alla människor sannolikt kommer att reagera på ett liknande sätt i en given situation; och 'interaktion' involverar hur samma situation påverkar olika människor på olika sätt.